# Krzywiec (Frombork)
Krzywiec (deutsch Dittersdorf) ist ein Ort in der polnischen Woiwodschaft Ermland-Masuren. Er gehört zur Stadt-und-Land-Gemeinde Frombork (Frauenburg) im Powiat Braniewski (Kreis Braunsberg).

## Geographische Lage
Krzywiec liegt im Nordwesten der Woiwodschaft Ermland-Masuren, 14 Kilometer südwestlich der Kreisstadt Braniewo (Braunsberg).

## Geschichte
Der kleine Ort Dittersdorf kam als Gutsbezirk im Jahre 1874 zum Amtsbezirk Sonnenberg (polnisch Bogdany), der im ostpreußischen Kreis Braunsberg, Regierungsbezirk Königsberg, neu errichtet wurde. Dittersdorf zählte im Jahre 1910 75 Einwohner.
Am 30. September 1928 verlor der Gutsbezirk Dittersdorf seine Eigenständigkeit und wurde in die Landgemeinde Vierzighuben (polnisch Włóczyska) im Amtsbezirk Rautenberg (polnisch Wielkie Wierzno) eingegliedert.
Aufgrund der Abtretung des gesamten südlichen Ostpreußens 1945 in Kriegsfolge an Polen, erhielt Dittersdorf die polnische Namensform „Krzywiec“. Das Dorf ist heute eine Ortschaft im Verbund der Gmina Frombork (Stadt-und-Land-Gemeinde Frauenburg) im Powiat Braniewski (Kreis Braunsberg), von 1975 bis 1998 der Woiwodschaft Elbląg, seither der Woiwodschaft Ermland-Masuren zugehörig.

## Religion
Krzywiec ist wie vor 1945 auch schon Dittersdorf in die römisch-katholische Pfarrei in Frombork (Frauenburg) eingegliedert. Sie gehört zum Dekanat Braniewo im Erzbistum Ermland.
Bis 1945 war Dittersdorf außerdem in die evangelische Kirche Frauenburg in der Kirchenprovinz Ostpreußen der Kirche der Altpreußischen Union einbezogen. Heute gehört Krzywiec zur Evangelisch-Augsburgischen Kirche in Polen.

## Verkehr
Krywiec liegt an einer Nebenstraße, die von Frombork (Frauenburg) über Ronin (Rahnenfeld) hierher führt und noch weiter bis zur Woiwodschaftsstraße 505 verläuft. Eine Bahnanbindung besteht nicht.